# Западно-Украинская народная революционная организация
Западно-Украинская народная революционная организация (ЗУНРО; укр. Західньо-Українська народна революційна організація) — украинская тайная революционно-подпольная военно-политическая организация 1920-х годов.
Организация основана 1925 году группой военных эмигрантов во главе с полковником О. Думиным на базе Западноукраинского клуба — сторонников президента Е. Петрушевича. Организационно оформилось в 1926 году в Берлине. Программа и устав предусматривали консолидацию нации украинского в борьбе с польскими властями за восстановление независимого украинского государства. Организация отмежевывалась как от политики Украинского национально-демократического объединения, так и от «радикальной» политики Украинской военной организации (от которой отделилась). Выступала за присоединение Западной Украины к УССР, имела сеть ячеек в крае для осуществления саботажа. Печатные органы: «Украинский революционер», «Журнал ЗУНРО». 15 членов организации (среди которых два сына писателя В. Стефаника) были осуждены на Львовском процессе. Прекратила деятельность в 1929 году.

## Комментарии
1. ↑  Летом 1926 как организация